# Andreas Lob-Hüdepohl

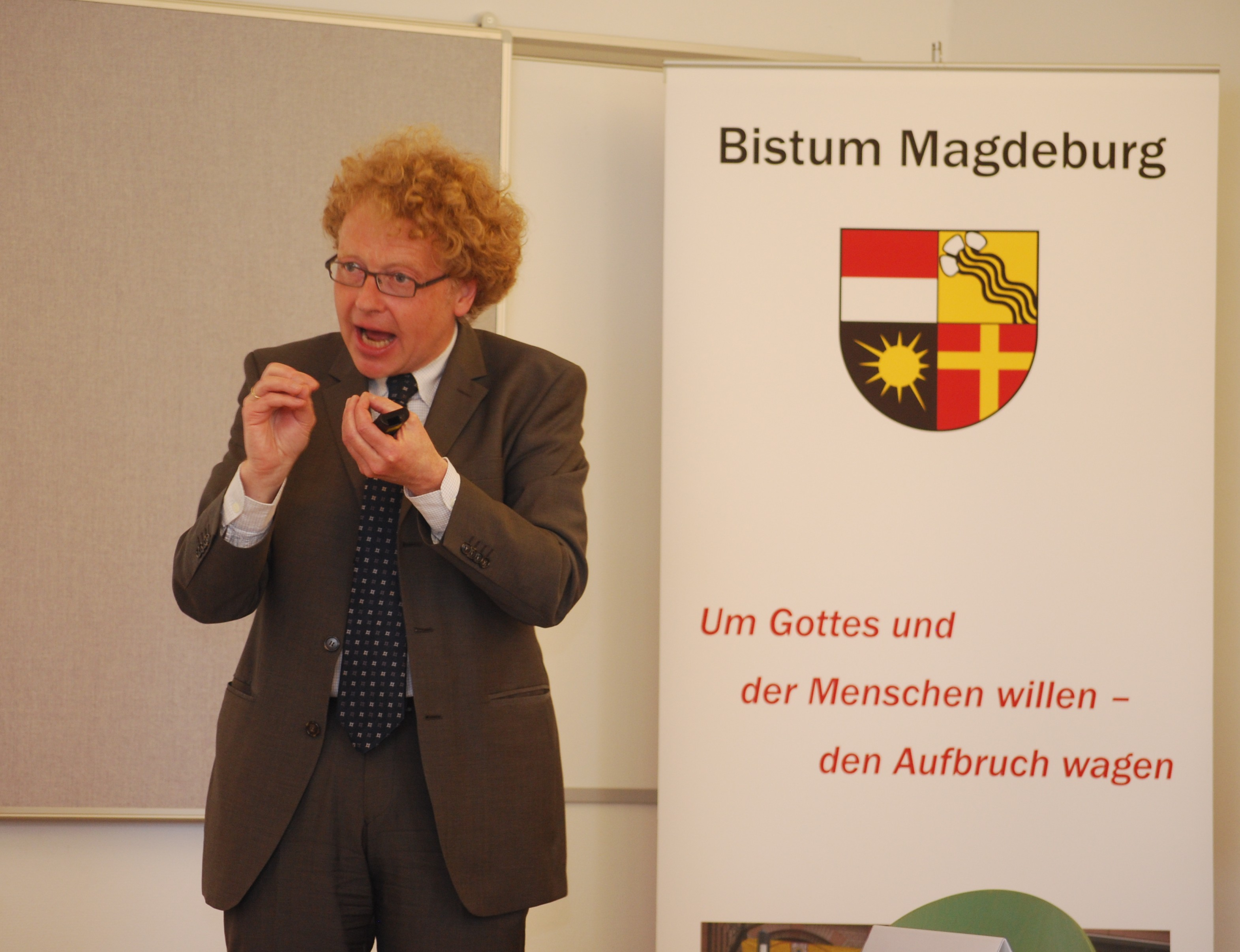
Andreas Lob-Hüdepohl

Andreas Lob-Hüdepohl (* 6. Januar 1961 in Wuppertal-Elberfeld als Andreas Lob) ist ein deutscher römisch-katholischer Theologe und Sozialethiker.

## Leben
Nach seinem Abitur am Wuppertaler Gymnasium Sedanstraße studierte Lob von 1979 bis 1987 für das Lehramt in der Sekundarstufe II in den Fächern Physik (ab 1981 Katholische Theologie), Philosophie und Erziehungswissenschaft an der Rheinischen Friedrich-Wilhelms-Universität in Bonn. 1987 legte er sein Staatsexamen ab. Er war Stipendiat der Studienstiftung des deutschen Volkes und belegte neben seiner Promotion Vorlesungen in Soziologie an der Freien Universität Berlin. 1992 wurde er an der Katholisch-Theologischen Fakultät in Bonn mit einer moraltheologischen Arbeit zum Dr. theol. bei Franz Böckle und Gerhard Höver promoviert. Von 1991 bis 1996 war er Wissenschaftlicher Mitarbeiter am Seminar für Katholische Theologie der FU Berlin.
Nach einem Lehrauftrag für Theologische Ethik wurde er 1994 zum Professor für Theologische Ethik an der Katholischen Fachhochschule Berlin (KFB), der heutigen Katholischen Hochschule für Sozialwesen (KHSB), berufen. Von 2002 bis 2009 war er zudem Dozent für Professionsethik und ethische Grundlagen der Menschenrechte am Zentrum für postgraduale Studien der Sozialen Arbeit (ZPSA) der Humboldt-Universität zu Berlin, der Alice Salomon Hochschule Berlin, der Evangelischen Fachhochschule Berlin sowie der Katholischen Hochschule für Sozialwesen Berlin, deren Rektor er von 1997 bis 2009 war.
Vom 1. Oktober 2009 bis Mai 2011 amtierte er als Präsident ad interim an der Katholischen Universität Eichstätt-Ingolstadt und war in diesem Zeitraum an der KHSB beurlaubt. Bei der Wahl zum Präsidenten am 26. Mai 2011 konkurrierte er schließlich mit Richard Schenk, dem er jedoch im ersten Wahlgang unterlag. Er kehrte daraufhin als Professor an die Katholische Hochschule für Sozialwesen in Berlin zurück.
Er ist Geschäftsführer des 2004 gegründeten Berliner Instituts für christliche Ethik und Politik (ICEP), das
als Forschungseinrichtung der Katholischen Hochschule für Sozialwesen Berlin angegliedert ist und die normativen Grundlagen und Implikationen gesellschaftlicher Wandlungsprozesse untersucht. Es versteht sich als Plattform für christliche Ethik im politischen Raum.

## Wirken
Seine Arbeitsschwerpunkte sind die Ethik der Sozialen Arbeit, die Heilpädagogische Ethik, die Ethik des Sozialstaats sowie die Theologische Ethik.
Andreas Lob-Hüdepohl ist zugewähltes Mitglied des Zentralkomitees der deutschen Katholiken (ZdK). Er ist der Vorsitzende der Arbeitsgruppe „Patientenverfügungen“ des ZdK. Seit dem 24. November 2017 ist er ZdK-Vertreter in der „Gemeinsamen Konferenz“ von Deutscher Bischofskonferenz und ZdK.
Am 17. März 2016 berief der Deutsche Bundestag ihn auf Vorschlag der Deutschen Bischofskonferenz und nach Nominierung durch die CDU/CSU-Bundestagsfraktion in den Deutschen Ethikrat, am 23. April 2020 wurde er für weitere vier Jahre wiedergewählt.

## Positionen
Hinsichtlich der Impfung gegen COVID-19 sieht er die moralische Pflicht („die Pflicht aus Einsicht in die Notwendigkeit zu handeln“), sich impfen zu lassen. Da die Impfung nicht nur dem Selbstschutz, sondern auch dem Fremdschutz diene, sei sie keine Privatsache, denn wer an COVID-19 erkranke, müsse die Ressourcen des Gesundheitssystems in Anspruch nehmen und sich vielleicht sogar von anderen Menschen behandeln und pflegen lassen. Wer sich hingegen nicht impfen lässt in der Hoffnung, dass sich, um die Herdenimmunität zu erreichen, genügend andere impfen lassen, oder abwartet, ob bei anderen Nebenwirkungen auftreten, verhält sich Lob-Hüdepohl zufolge unsolidarisch als Trittbrettfahrer. Eine gesetzliche COVID-19-Impfpflicht war für ihn lange ausgeschlossen. Am 2. September 2021 wurde berichtet, dass er die 2G-Regel für gerechtfertigt hält (Freiheit nur für Geimpfte und Genesene), im Zweifelsfall sogar nur 1G (Freiheit nur für Geimpfte). In der Abendschau vom 5. Januar sprach er sich schließlich für eine Impfpflicht aus.

## Privates
Andreas Lob-Hüdepohl ist verheiratet mit Gabriele Hüdepohl, der Delegatin des Jesuitenordens für dessen Schulen.

## Schriften (Auswahl)
- Kommunikative Vernunft und theologische Ethik. Herder, 1993, ISBN 3-451-23184-0.
- Markierungen. Theologie in den Zeichen der Zeit. Morus, Berlin 1995, ISBN 3-87554-300-9. zusammen mit Mariano Delgado
- Solidarität am Standort Deutschland. Morus, Berlin 1997, ISBN 3-87554-320-3.
- Ethik im Konflikt der Überzeugungen (Studien zur theologischen Ethik). Herder, 2005, ISBN 3-451-28527-4.
- Ethik Sozialer Arbeit: Ein Handbuch. Utb, 2007, ISBN 978-3-8252-8366-7. zusammen mit Walter Lesch
- Bildung für junge Flüchtlinge – ein Menschenrecht: Erfahrungen, Grundlagen und Perspektiven. Bertelsmann, Bielefeld 2009, ISBN 978-3-7639-3547-5. zusammen mit Lothar Krappmann, Axel Bohmeyer, Stefan Kurzke-Maasmeier